# 天下統一CG将軍
『天下統一CG将軍』（てんかとういつシージーしょうぐん）は、発想の達人たちとCGアーティストがコラボレーションしておもしろコンピュータグラフィックスを制作、コンテストするという、BSジャパンの特別番組。

## 出演者

### 司会
- 浅草キッド

### アシスタント
- 繁田美貴(テレビ東京アナウンサー)
- 前田海嘉(テレビ東京アナウンサー)

### 審査員
- 真島理一郎(審査委員長/スキージャンプ・ペア作者)
- 伊集院光
- 杉山知之（デジタルハリウッド大学学長）
- 大谷真幸（日経エンタテインメント）
- 狐崎浩子（BSジャパン）
- 闇の将軍 - 藤岡弘、

### 発想のプロ×CGアーティスト
＜グランプリ受賞＞
- 安齋肇(イラストレーター＆アートディレクター)　×　アヤテクノ

＜準グランプリ受賞＞
- 清水宏(コメディアン)　×　小野修

＜特別賞受賞＞
- 桂春菜(落語家)　×　澤田裕太郎

－－－－－－－－－－－－－－－－－－－－－－－－－
- エレキコミック(芸人)　×　高橋哲人
- 掟ポルシェ（ロマンポルシェ。）(アーティスト)　×　河野卓馬
- 椎名基樹(放送作家＆フリーライター)　×　ヤマザキ△そういち
- 辛酸なめ子(コラムニスト＆マンガ家)　×　大浦啓嗣
- 五月女ケイ子(イラストレーター)　×　田辺正章
- 増山麗奈(画家)　×　中村均
- 村上卓史(放送作家)　×　千山久絵
- 和田ラヂヲ(マンガ家)　×　デジタル番長

### 司会
- 浅草キッド

### アシスタント
- 相内優香(テレビ東京アナウンサー)
- 秋元玲奈(テレビ東京アナウンサー)

### 審査員
- 安齋肇(審査委員長)
- 里田まい
- 神足裕司
- 大谷真幸（日経エンタテインメント）
- 阪上和也（エヌ・デザイン）

### ゲスト
- 串田アキラ

### 発想のプロ×CGアーティスト
＜グランプリ受賞＞
- 丸山博久(クリエイティブデザイナー＆プランナー＆コピーライター)　×　加藤和博

＜準グランプリ受賞＞
- とり・みき(マンガ家)　×　そうまあきら

＜特別賞受賞＞
- さかもと未明(漫画家＆作家)　×　高嶋友也

－－－－－－－－－－－－－－－－－－－－－－－－－
- 内村宏幸(放送作家)　×　松岡毅
- 如月音流(IT系ニューハーフ社長＆携帯絵文字作家)　×　酒井達矢
- 喜屋武ちあき(グラビアアイドル)　×　デジタル番長
- 春風亭昇太(落語家)　×　小野修
- ダンス☆マン(ミュージシャン)　×　あさをゆうじ
- バカリズム(お笑いタレント)　×　まちむらけん
- 真島理一郎(映像作家)　×　島内咲美

## 放送日
「天下統一CG将軍」
- 2007年10月27日（土）　21：00-22：55（BSジャパン初回放送）
- 2008年1月1日（火）28：00-29：55（テレビ東京初回放送）
- 2008年1月3日（木）　23：30-25：25（BSジャパン再放送）
- 2008年4月5日（土）　21:00-22:54（BSジャパン再放送）

「いざ出陣!天下統一CG将軍」
- 2007年10月12日（金）　23：00-23：30 ほか 時間調整枠として頻繁に放送

「天下統一CG将軍2」
- 2008年10月4日（土）　21：00-22：55（BSジャパン初回放送）
- 2011年1月4日（火）　00:55-02:50（BSジャパン再放送）

## 制作スタッフ
「天下統一CG将軍」
- 企画：名淵朝晴（テレビ東京）
- 構成：田中伊知郎、八代丈寛、植竹公和
- 演出：日向健
- ディレクター：竹前光昭
- アシスタントプロデューサー：逆井かおり
- プロデューサー：角田康治（テレビ東京）、福岡ゆうき、中西研二（デジタルハリウッド・エンタテインメント）

「天下統一CG将軍2」
- 企画：名淵朝晴（テレビ東京）
- 構成：田中伊知郎、八代丈寛、植竹公和
- 演出：日向健
- ディレクター：竹前光昭
- アシスタントプロデューサー：逆井かおり
- プロデューサー：塩原幸雄（テレビ東京）、角田康治（テレビ東京）、福岡ゆうき、中西研二（デジタルハリウッド・エンタテインメント）